# Vicariato apostolico di Macedonia

Mappa del vilayet di Salonicco.

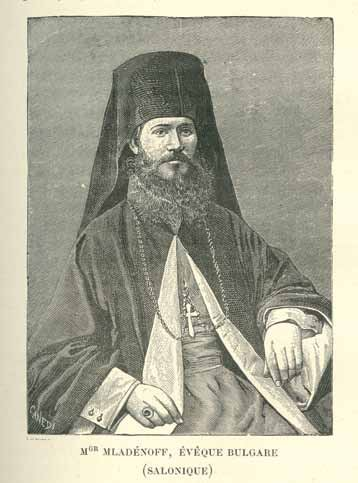
Lazar Mladenov, primo vicario apostolico.

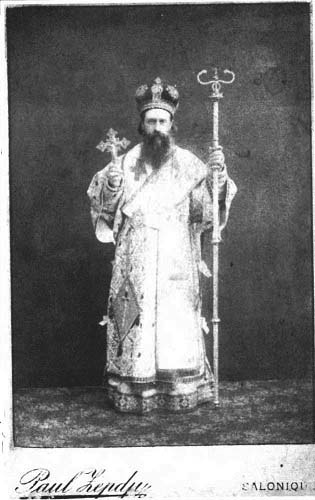
Epifanij Šanov, secondo vicario apostolico.

Il vicariato apostolico di Macedonia dei Bulgari (in latino: Vicariatus Apostolicus Macedoniaensis Bulgarorum) è una sede soppressa della Chiesa greco-cattolica bulgara.

## Storia
Bulgari greco-ortodossi avevano aderito al cattolicesimo dal 1860, con una professione di fede lodata ed approvata da papa Pio IX, il quale aveva istituito a Costantinopoli un vescovo, Josif Sokolski, amministratore apostolico dei Bulgari uniati che vivevano nella parte europea dell'impero ottomano. Nonostante inizialmente le prospettive fossero prospere, dopo l'istituzione dell'esarcato bulgaro indipendente (1870) molti cattolici ritornarono in seno all'ortodossia, impoverendo così la neonata Chiesa cattolica bulgara.
Il 12 giugno 1883 Propaganda Fide eresse il vicariato apostolico di Macedonia, che aveva giurisdizione sui fedeli greco-cattolici bulgari che abitavano la parte occidentale dell'impero ottomano europeo. Esso aveva la sua sede nella città di Salonicco: come primo vicario apostolico fu scelto il sacerdote bulgaro lazzarista, Lazar Mladenov, ordinato vescovo il medesimo giorno dell'erezione del vicariato apostolico. Inizialmente la missione presso i bulgari ebbe successo, tanto da raggiungere in pochi anni la ragguardevole cifra di 30.000 fedeli (o 60.000 secondo altre statistiche): ma il rafforzarsi della neonata Chiesa ortodossa bulgara, indipendente da Costantinopoli dal 1870, sostenuta economicamente dalla Russia, portò al riavvicinamento di molti fedeli greco-cattolici all'ortodossia.
Nel 1889 il vicariato apostolico contava 18 preti bulgari con qualche missionario lazzarista. I fedeli erano 25.000 (nel 1885 erano stimati in 60.000) distribuiti in 35 stazioni e 22 chiese e 31 cappelle. Il vicariato annoverava inoltre un seminario per la formazione dei preti a Salonicco, con 50 seminaristi.
Nel 1905 nel vicariato apostolico erano presenti 10.000 fedeli in 16 chiese di 20 villaggi; i preti locali erano 30; il seminario di Salonicco contava 49 seminaristi.
Gli sconvolgimenti causati dalle Guerre balcaniche del 1912 e del 1913, dalla prima guerra mondiale e dalla Guerra greco-turca (1919-1922) hanno modificato sostanzialmente la geografia della regione, causando la fuga di molti cattolici bulgari, che si rifugiarono in Bulgaria.
Nel 1926 la Santa Sede soppresse di fatto il vicariato apostolico e contestualmente istituì l'esarcato apostolico di Sofia (oggi eparchia) per i fedeli cattolici bulgari di rito bizantino.

## Cronotassi dei vescovi
- Lazar Mladenov, C.M. † (12 giugno 1883 - 8 aprile 1895 dimesso)
- Epifanij Šanov † (23 luglio 1895 - 1922 o 1924 dimesso)